# Echeveria perezcalixii
Echeveria perezcalixii är en fetbladsväxtart som beskrevs av Jimeno-sevilla och P.Carrillo. Echeveria perezcalixii ingår i släktet Echeveria och familjen fetbladsväxter. Inga underarter finns listade i Catalogue of Life.